# Eine Komödie im Mai
Eine Komödie im Mai (Originaltitel: Milou en mai) ist ein Film von Louis Malle aus dem Jahr 1990, der in Château du Calaoue im Département Gers gedreht wurde.

## Handlung
Als die betagte Madame Vieuzac im Mai 1968 in der südfranzösischen Provinz stirbt, reist ihre Familie zur Beerdigung an. Da infolge des Generalstreiks auch die Totengräber streiken, ist die Familie gezwungen, länger als geplant zu verweilen. Aufgewühlt durch spärliche Informationen aus dem Radio und einen später dazustoßenden Neffen, der von den Ereignissen in Paris berichtet, wähnt man sich in der Anarchie und überlegt, wie man unter diesen Rahmenbedingungen die Zukunft gestaltet.
Durch eine Rede De Gaulles wird der Generalstreik beendet, die Totengräber erledigen ihre Arbeit und die Familienangehörigen reisen ab.

## Kritiken
- Reclams Filmführer: „Louis Malle hat eine warmherzige und lebenskluge Komödie geschaffen, in der Bilder und Stimmungen genauso wichtig sind wie Argumente, in der das Unausgesprochene oft am besten zu verstehen ist. Mit sanfter Ironie beobachtet er die bürgerlichen Hinterbliebenen, die durch die spärlichen Nachrichten in einem immer wieder versagenden Radio ein Wechselbad der Gefühle erleiden.“[2]
- Lexikon des internationalen Films: „Eine heiter-melancholische Gesellschaftskomödie, die nuancenreich und mit feinem Gespür Stimmungen und Empfindungen einfängt. Zwischen leiser Wehmut und subtiler Heiterkeit trauert Louis Malle sowohl um den Untergang einer großbürgerlichen Lebensart als auch um das vorprogrammierte Scheitern der Utopie der rebellierenden Jugend.“[3]
- Prisma-online: „Louis Malle schuf eine heiter-melancholische Gesellschaftskomödie über das Scheitern einer Revolte, die ein ganzes Land bewegte und für wenige Stunden auch den Alltag einer großbürgerlichen Familie durcheinanderwirbelt. Malle zeigt ein ironisches Bild der französischen Bourgeoisie mit einer Unmenge guter und witziger Ideen (wunderbar: der Versuch der Gesellschaft, freie Liebe zu praktizieren), aber auch etwas Wehmut, da von der rebellischen Zeit Ende der 60er Jahre kaum etwas geblieben ist. Eine überzeugende, meist feinsinnig, mitunter auch derb sarkastische Komödie mit brillanten Darstellern.“[4]

## Auszeichnungen
In der Kategorie Regie bester ausländischer Film gewann Malle 1990 für Eine Komödie im Mai den David di Donatello. Darüber hinaus gewann Dominique Blanc 1991 den César als beste Nebendarstellerin.